# Ja-li čou
Ja-li čou (čínsky pchin-jinem Yālìzhōu, znaky zjednodušené 鸭脷山, tradiční 鴨脷洲, anglicky Aberdeen Island nebo Ap Lei Chau) je jeden z ostrovů v Hongkongu, zvláštní správní oblasti Čínské lidové republiky. Má rozlohu 1,3 čtverečního kilometru a žije na něm přes 86 tisíc obyvatel, což z něj dělá s hustotou kolem 67 tisíc osob na kilometr čtvereční jeden z nejhustěji obydlených ostrovů světa.
Až do První opiové války zde byla jen malá rybářská vesnice. Na základě nerovné smlouvy z roku 1842, známé jako Nankingská smlouva, získalo ostrov společně s ostrovem Hongkong britské impérium a ostrov se následně poklidně rozvíjel jako součást zdejších britských držav. V roce 1980 zde společnost Hongkong Electric vybudovala elektrárnu poskytující energii celému Hongkongu. První most spojující ostrov s ostrovem Hongkong byl ale postaven až v roce 1980 a až poté začíná rychlý nárůst počtu obyvatel.

## Galerie
- hora Johnston
- Letecký pohled na Ja-li čou, s přístavem Aberdeen. (2021)
- Chrám Shui Yuet
- ulice na ostrově